# Прие (Эн)
Прие́ (фр. Priay) — коммуна во Франции, находится в регионе Рона — Альпы. Департамент — Эн. Входит в состав кантона Пон-д’Эн. Округ коммуны — Бурк-ан-Брес.
Код INSEE коммуны — 01314.

## География
Коммуна расположена приблизительно в 390 км к юго-востоку от Парижа, в 45 км северо-восточнее Лиона, в 23 км к югу от Бурк-ан-Бреса.
На юго-востоке коммуны протекает река Эн.

## Климат
Климат полуконтинентальный с холодной зимой и тёплым летом. Дожди бывают нечасто, в основном летом.

## Население
Население коммуны на 2010 год составляло 1488 человек.
| 1962 | 1968 | 1975 | 1982 | 1990 | 1999 | 2010 |
| ---- | ---- | ---- | ---- | ---- | ---- | ---- |
| 709  | 710  | 771  | 787  | 948  | 1152 | 1488 |

## Администрация
| Период | Период | Фамилия        | Партия | Примечания |
| ------ | ------ | -------------- | ------ | ---------- |
| 1989   | 1995   | Рене Сантонна  |        |            |
| 1995   | 2006   | Жаки Ре        |        |            |
| 2006   | 2014   | Даниель Бланше |        |            |
| 2014   | 2020   | Жерар Тево     |        |            |

## Экономика
В 2010 году среди 948 лиц трудоспособного возраста (15—64 лет) 734 были экономически активными, 214 — неактивными (показатель активности — 77,4 %, в 1999 году было 71,0 %). Из 734 активных жителей работали 675 человек (355 мужчин и 320 женщин), безработных было 59 (25 мужчин и 34 женщины). Среди 214 неактивных 82 человека были учениками или студентами, 86 — пенсионерами, 46 были неактивными по другим причинам.

## Фотогалерея

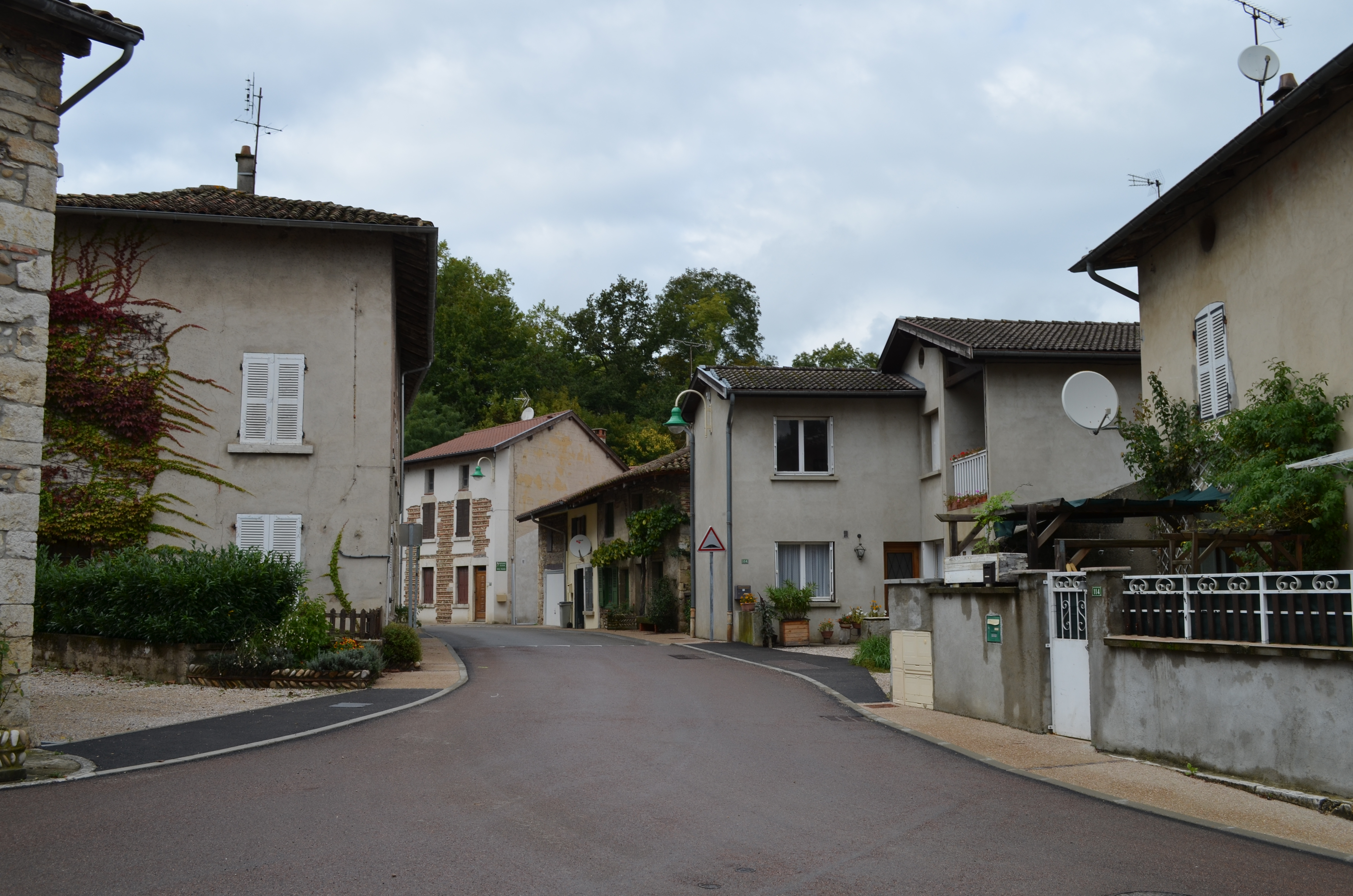
Прие
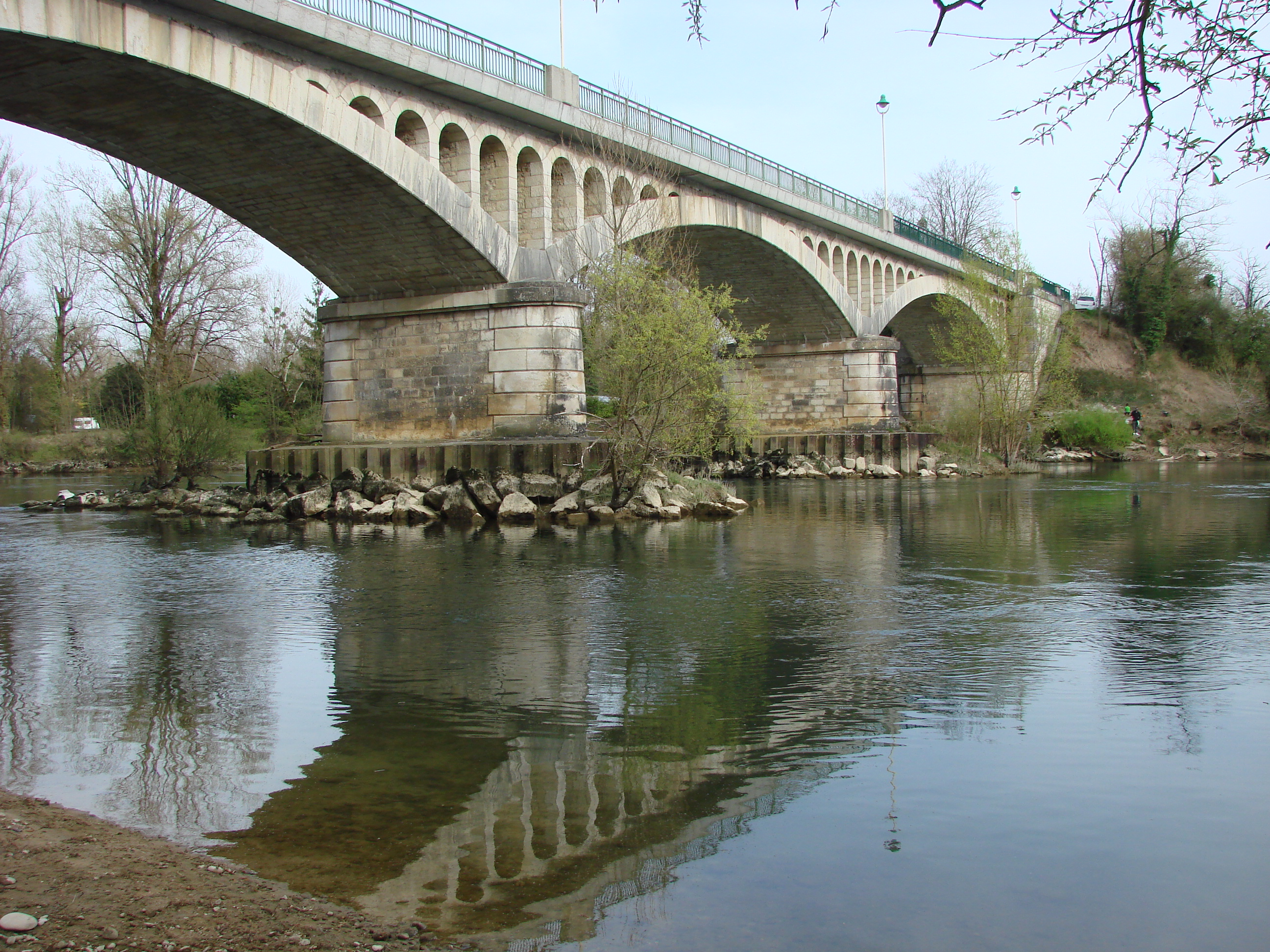
Мост через реку Эн
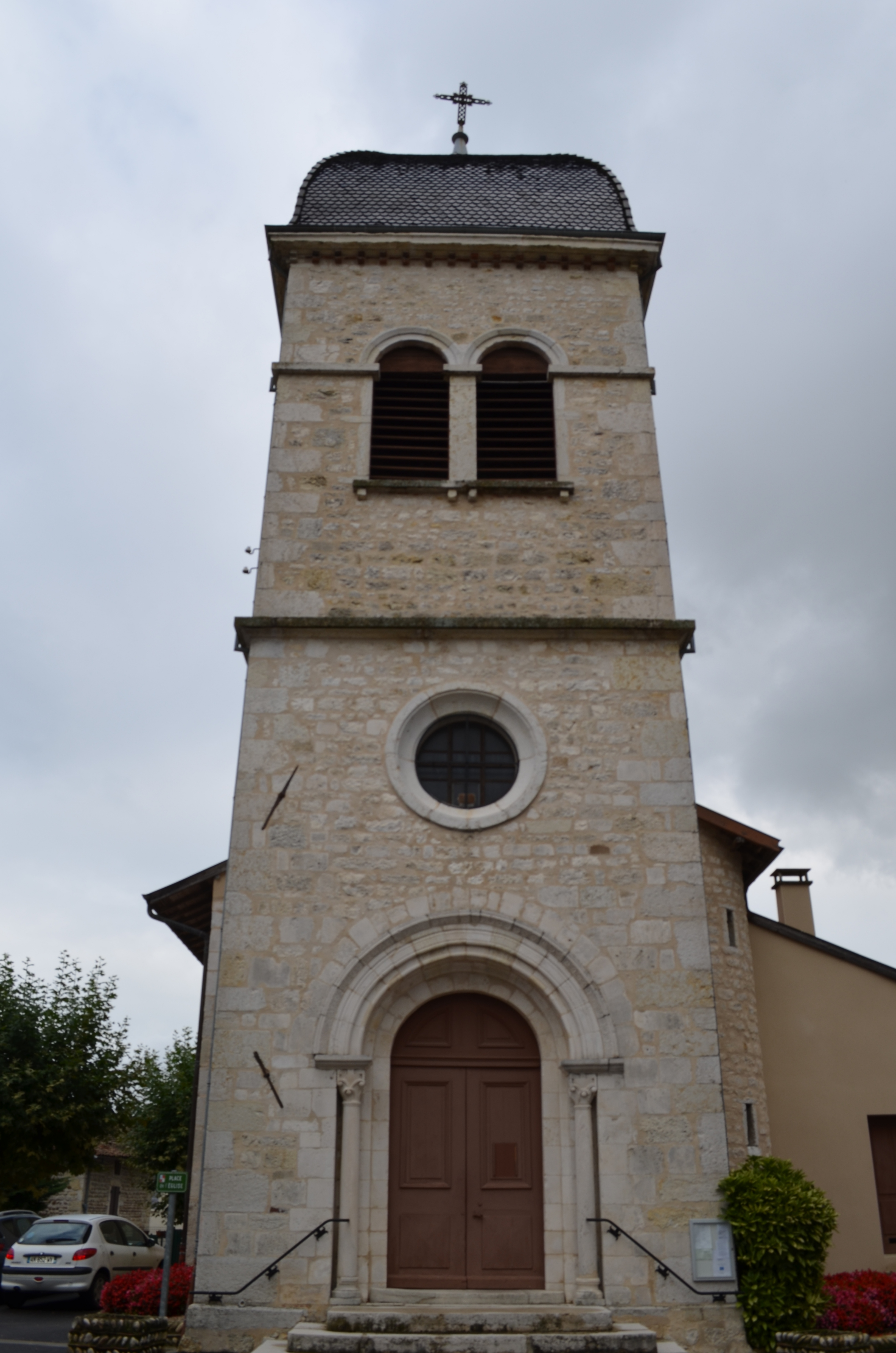
Церковь Св. Петра
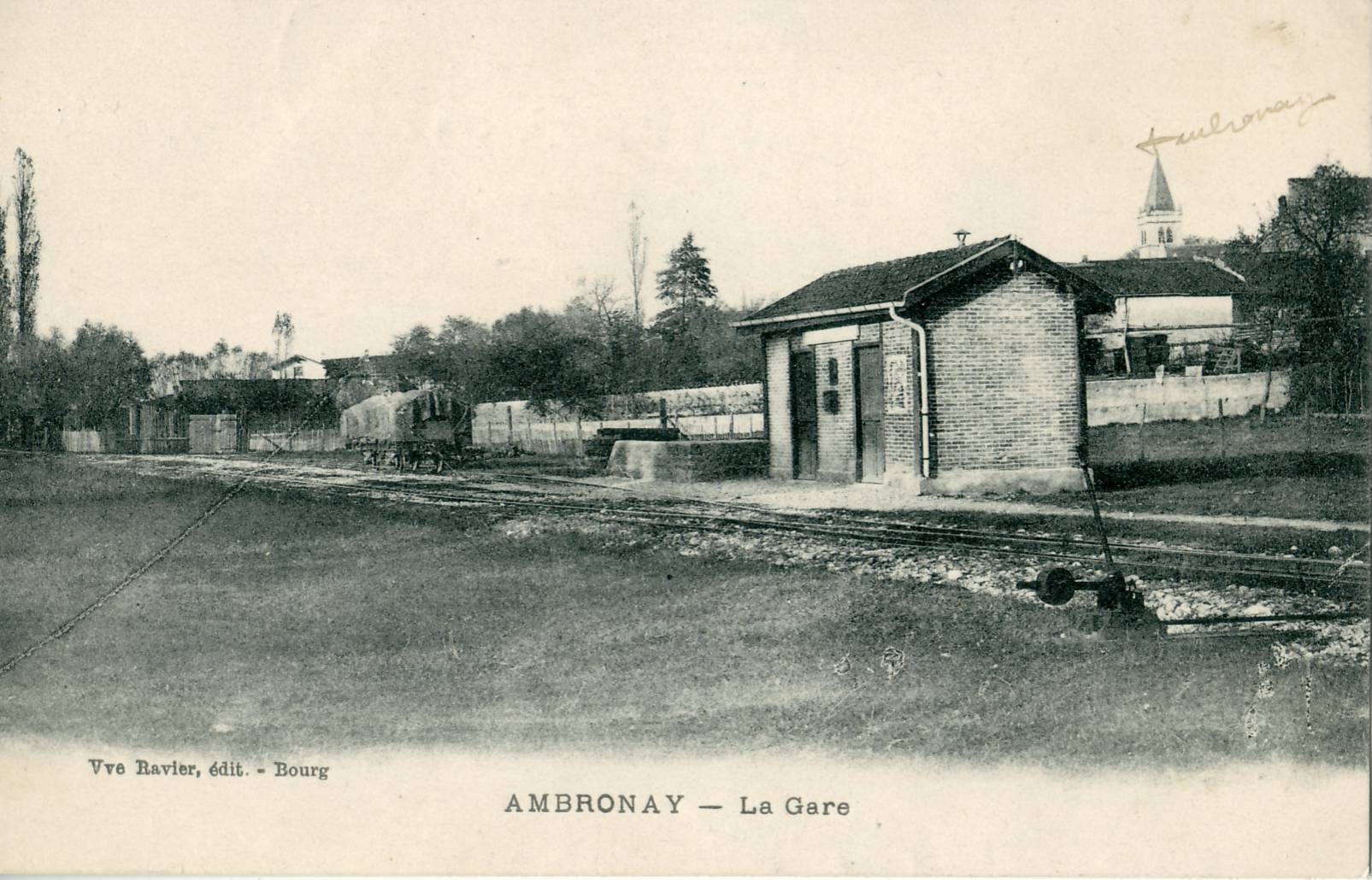
Вокзал Амброне-Прие (почтовая открытка, 1920 год)
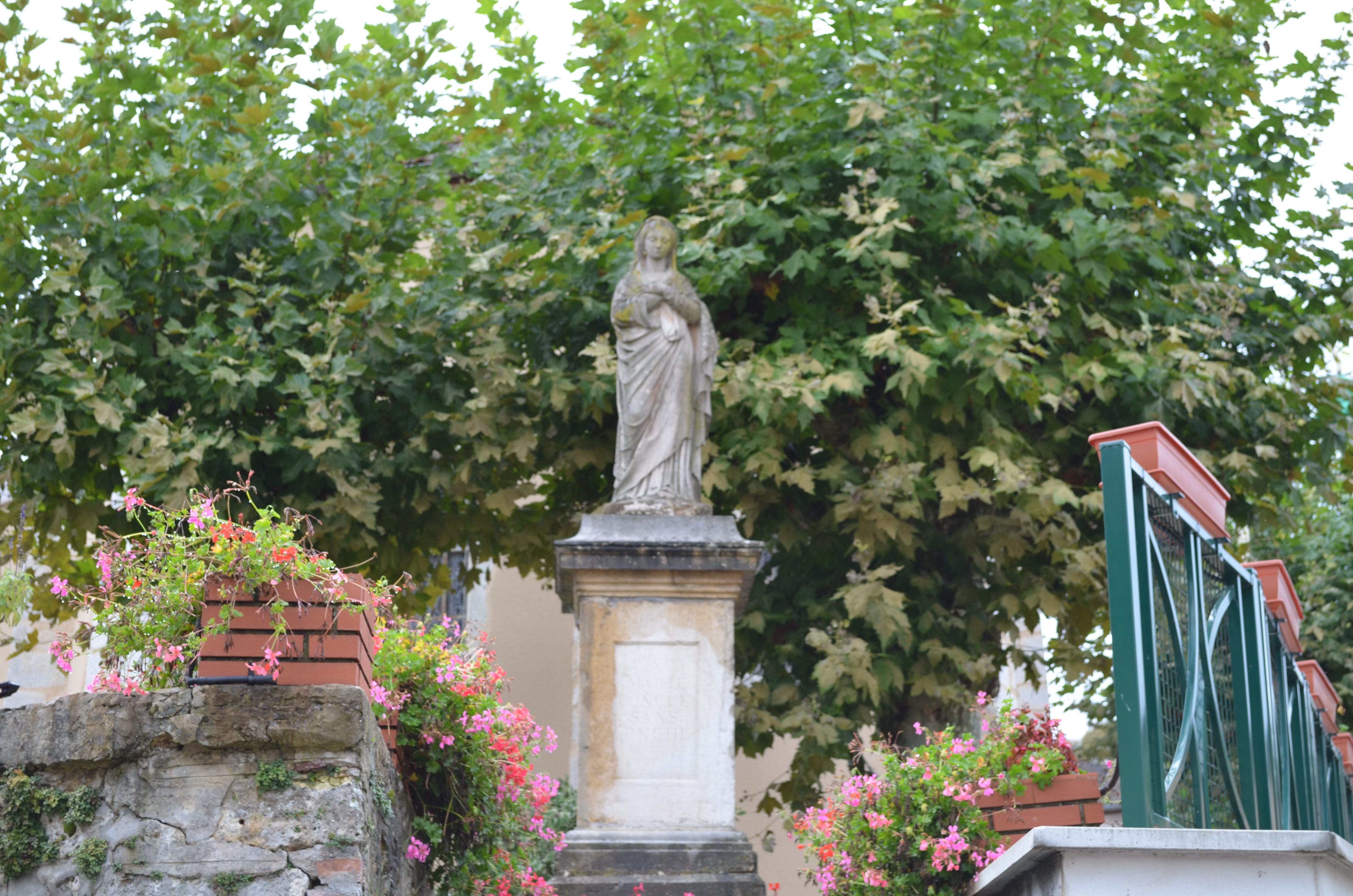
Статуя Девы Марии